# Kanton Mourmelon-Vesle et Monts de Champagne
Kanton Mourmelon-Vesle et Monts de Champagne (fr. Canton de Mourmelon-Vesle et Monts de Champagne) je francouzský kanton v departementu Marne v regionu Grand Est. Tvoří ho 37 obcí. Kanton vznikl v roce 2015.

## Obce kantonu
| - Aubérive - Baconnes - Beaumont-sur-Vesle - Bétheniville - Billy-le-Grand - Bouy - Chigny-les-Roses - Dampierre-au-Temple - Dontrien - Époye - Livry-Louvercy - Ludes - Mailly-Champagne - Montbré - Mourmelon-le-Grand - Mourmelon-le-Petit - Les Petites-Loges - Pontfaverger-Moronvilliers - Prosnes | - Rilly-la-Montagne - Saint-Hilaire-au-Temple - Saint-Hilaire-le-Petit - Saint-Martin-l'Heureux - Saint-Masmes - Saint-Souplet-sur-Py - Selles - Sept-Saulx - Trépail - Vadenay - Val-de-Vesle - Vaudemange - Vaudesincourt - Verzenay - Verzy - Ville-en-Selve - Villers-Allerand - Villers-Marmery |